# 咭片皇
咭片皇 (PRINT100)是香港著名的咭片印刷公司，當中分別營運四個網站(香港, 澳門, 廣州 及 國際網站)，用以針對不同市場對印刷品的需求。  
香港市場學協會形容此公司為「香港最具創意的公司」之一”，咭片皇更於2004年榮獲 "蘇黎世創意創業大賞2004" 。 咭片皇推出少量及全彩色的柯式印刷多元化印刷品，較市場上其他競爭者以數碼印刷大為不同。
咭片皇亦提供研討會 及贊助慈善及社會教育的活動 。咭片皇更榮獲 由 香港社會服務聯會 頒發之2007/08年度 商界展關懷 ，肯定咭片皇於過去一年符合其全部六項準則。

## 參閱
1. ↑  《由創業至名牌2》, 中國世紀出版集團
2. ↑  .   [2008-04-21]. （原始内容存档于2007-10-17）.
3. ↑  .   [2008-04-21]. （原始内容存档于2011-07-16）.
4. ↑  "專題講座：創意點子與創業力行之路",『新一代創意企業家』」企業力行計劃2006 ,香港生產力促進局 & 國際青年商會香港總會[永久]
5. ↑  .   [2008-04-21]. （原始内容存档于2007-09-02）.
6. ↑  .   [2008-04-21]. （原始内容存档于2018-10-09）.
7. ↑  .   [2008-04-24]. （原始内容存档于2007-05-23）.
8. ↑  .   [2008-04-24]. （原始内容存档于2016-03-05）.
9. ↑  .   [2008-04-24]. （原始内容存档于2016-03-04）.
10. ↑  .   [2008-04-21]. （原始内容存档于2008-05-05）.
11. ↑  .   [2008-04-24]. （原始内容存档于2008-01-04）.
12. ↑  .   [2008-04-24]. （原始内容存档于2008-01-04）.
13. ↑  第30屆香港半馬拉松, 香港長跑會[永久]
14. ↑  .   [2008-04-24]. （原始内容存档于2008-07-05）.
15. ↑  .   [2008-04-21]. （原始内容存档于2011-10-03）.

## 外部連結
- 官方網站（页面存档备份，存于）
- 咭片皇-香港網站（页面存档备份，存于）
- 咭片皇-國際網站（页面存档备份，存于）